# Bulgarien ved vinter-PL 2018
Bulgarien deltog ved vinter-PL 2018 i Pyeongchang, Sydkorea i perioden 9.-18. marts 2018.
Bulgarien sendte en person til at konkurrere ved vinter-PL 2018.

## Medaljer
| 2018 Pyeongchang | Guld | Sølv | Bronze | Total |
| Bulgarien        | 0    | 0    | 0      | 0     |